# Миртов, Алексей Василькович
Алексе́й Василько́вич Ми́ртов (8 августа 1886, Симбирск — 3 января 1966, Горький?) — советский методист и лингвист, профессор, доктор филологических наук, крупный специалист в области истории языка, диалектологии, современного русского языка. Зав. кафедрой русского языкознания Пермского университета (1929–1931), декан общественно-литературного факультета Пермского пединститута (с 1931).

## Биография
Родился в Симбирске 8 августа 1886 года[по какому календарю?] в семье преподавателя греческого языка Симбирской духовной семинарии Василька Александровича Миртова, который в 1878 году окончил Московскую духовную академию.
В 1906 году поступил на историко-филологический факультет Петербургского университета, который окончил с дипломом I-й степени, затем получив там же звание кандидата университета. Его учителями здесь были Ф. Ф. Фортунатов, И. А. Бодуэн де Куртенэ, А. А. Шахматов.
В 1911 году получил приглашение преподавать русский язык и литературу в Смольный институт, а в 1913 году — на высшие женские курсы новых языков при Александровском институте, где он читал методику родного языка и введение в языкознание.
В 1919 году был избран директором учительского института в Екатеринодаре и принял участие в его реорганизации в педагогический институт.
С 1920 года работал в Донском педагогическом институте (Новочеркасск), где был деканом литературно-исторического факультета и секретарем дошкольного, организовал кабинет родного языка, этнографический научный кружок, председательствовал в созданном в городе "Обществе по изучению быта и истории Дона". С весны 1925 года работал в Донском университете, где читал курсы русского языка (научный курс грамматики), диалектологии русского языка, методику родного языка и литературы и по совместительству — языкознание, проводил активную диалектологическую работу.
В 1928 году стал членом Диалектологической комиссии Академии наук СССР.
В 1930 году получил звание профессора.
В 1929–1931 годах — заведующий кафедрой русского языкознания Пермского университета.
В 1931 году он являлся также заведующим отделения литературы и языка Пермского пединститута, с 1931 года — декан общественно-литературного факультета и преподаватель кафедры русского языка Пермского пединститута.
В 1941–1945 годах заведовал кафедрой русского языка Среднеазиатского университета, в 1947–1949 — Ярославского педагогического института.
В 1943 году защитил докторскую диссертацию «Категория грамматического рода в русском языке».
В 1949–1961 годах работал заведующим кафедрой русского языка и общего языкознания Горьковского университета.

## Научная деятельность
Научные интересы связаны с изучением говоров русского и украинского языков, истории русского литературного языка, этимологии, культуры речи, методики преподавания русского языка, межъязыковых связей.
Кроме многочисленных книг и учебных пособий по методике, ему принадлежит один из первых в России учебник по истории русского языка для средней школы (1916 г.). Он стремился сблизить школьное преподавание родного языка с достижениями лингвистической науки и, таким образом, предвосхитил один из важнейших дидактических принципов современной методической науки.
Автор неоднократно издававшегося и переведённого на другие языки "Донского словаря" (1929), где были обобщены результаты нескольких предпринятых под его руководством диалектологических экспедиций по изучению донских говоров.
Работая в Пермском университете (1929–1931), А. В. Миртов руководил диалектологической комиссией "Научного этнографического общества" (бывший "Кружок по изучению Северного края"), осуществлял широкую программу диалектологических исследований, которая включала собирание и изучение материалов местных говоров, составление областного словаря, диалектологической карты Урала, исследование языка местных писателей. Опубликовал анкету для областного словаря, которая распространялась среди студентов, учащихся средних учебных заведений, краеведов, а также "Инструкцию для изучения языка уральского рабочего".

## Избранные работы
Полный список работ А. В. Миртова см. на сайте Российской национальной библиотеки (с карточки 1 по 77).
- Как научить и научиться грамотно писать? Общедоступная методика орфографии / А. В. Миртов. (Перепечатано с издания 1914 года). Барнаул: Алтайский гос. университет, 2000. 102 с.
- Учебник по истории русского языка. М., 1916.
- Уменье говорить публично. Живое слово. М., 1923. 51 с.
- Орфографический задачник в связи с развитием речи. М.; Л., 1927.
- Донской словарь. Материалы к изучению лексики донских казаков. — Ростов-на-Дону, 1929. 415 с.
- Качество предударного гласного, как типовой признак донских говоров // Труды Сев.-Кав, ассоциации научно-исслед. ин-тов. Сборник статей по вопросам культуры; №43. 1928. 200 с.
- К истории консонантизма донских диалектов // Известия Сев.-Кав. госуд. ун-та. 1928. Т. 1 (XIII).
- Опыт исправления безграмотности взрослых // Русский язык в советской школе. 1929.
- Украинцы на Дону. — Ростов-на-Дону, 1930. — 72 с.
- Лексические заимствования в современном русском языке из национальных языков Средней Азии. Самарканд, 1941.
- Категория грамматического рода в русском языке: дис. д-ра филол. наук. Ярославль, 1947. 490 с.
- Говори правильно. Грамматико-стилистические очерки о русском глаголе, его формах и словарных вариантах. Горький: Горьковское книжное издательство, 1961. 178 с.